# 212176 Fabriziospaziani
212176 Fabriziospaziani este un asteroid din centura principală de asteroizi.

## Descriere
212176 Fabriziospaziani este un asteroid din centura principală de asteroizi. A fost descoperit pe 8 aprilie 2005 la Campo Catino de Franco Mallia și Mario Di Sora. Asteroidul prezintă o orbită caracterizată de o semiaxă mare de 2,64 ua, o excentricitate de 0,17 și o înclinație de 14,4° în raport cu ecliptica.